# Il pensionante (film 1927)
Il pensionante (The Lodger: A Story of the London Fog), conosciuto anche con il nome de L'inquilino, è un film muto prodotto nel 1927 e diretto da Alfred Hitchcock.
È considerato dal suo autore "il primo vero film di Hitchcock": suspense, labilità del confine tra bene e male, semplificazione assoluta dei meccanismi narrativi sono le marche di stile che diventeranno la firma del "maestro del brivido".
Il film risente dell'influenza del cinema espressionista di Murnau.

## Trama
Tardo pomeriggio d'inverno a Londra. Fa già buio. La prima inquadratura è il volto di una ragazza bionda che urla. Uno stacco e si passa a un'insegna pubblicitaria che reclamizza uno spettacolo dal titolo "Riccioli d'oro". L'insegna si riflette nell'acqua. Il corpo di una donna è riverso sulla banchina del Tamigi. Si affollano intorno i passanti. Arriva la polizia, arrivano i giornalisti.
La macchina da presa segue il diffondersi della notizia: un giornalista d'agenzia telefona, la notizia è battuta a macchina, arriva alle telescriventi, è annunciata alla radio, appare sul giornale luminoso sulla strada. Ad ogni passaggio si aggiungono particolari: l'assassino uccide solo donne bionde, sempre il martedì, lascia un biglietto con disegnato un triangolo e la firma "The Avenger", "Il Vendicatore", è alto, passeggia vestito con un mantello nero, porta una valigia nera, una sciarpa gli copre la faccia.
In città i giornali della sera sono stampati e venduti nelle strade e tutti commentano le notizie. Le ragazze bionde sono impaurite e il panico si diffonde. Nei camerini delle case di moda dove le modelle si cambiano e si truccano, esse chiacchierano e scherzano sull'assassino ma hanno paura.
Una di queste, giovane e bionda, Daisy Bunting, rientra a casa, a Bloombsury. I genitori la stanno aspettando con il fidanzato, Joe Betts, poliziotto di Scotland Yard. Parlano del delitto. La luce nella stanza diminuisce a poco a poco e il padre va ad aggiungere uno scellino nel contatore del gas.
Qualcuno bussa alla porta, la madre va ad aprire. Nella nebbia appare un uomo avvolto in un mantello nero, con sciarpa davanti alla bocca e borsa nera. Chiede una stanza in affitto indicando il cartello esposto "room to let". Dice di chiamarsi Jonathan Drew. Prende alloggio nella stanza al piano superiore. Paga in anticipo e si accontenta di una cena modesta: pane, burro e un bicchiere di latte. Ha tuttavia degli atteggiamenti strani: fa togliere dalle pareti i quadri che ritraggono fanciulle provocanti, è spesso agitato e nervoso, cammina avanti e indietro. Da sotto osservano il lampadario oscillare.
Daisy è incuriosita e affascinata dal misterioso pensionante.
Una notte, calata la nebbia, Jonathan, col cappello sugli occhi, esce furtivo ma viene notato dalla padrona di casa che insospettita ispeziona la stanza e trova le ante della credenza chiuse a chiave. Il mattino seguente un'altra donna bionda assassinata viene trovata non lontano dalla casa dei Bunting.
Ad una sfilata a cui Daisy partecipa è presente anche Jonathan che la sorprende regalandole con galanteria l'elegante abito indossato nel defileé. A casa però i genitori non consentono che lei accetti il regalo e il padre lo restituisce all'inquilino. Joe annuncia che gli è stato affidato il caso del "Vendicatore" e che appena avrà catturato il serial killer sposerà Daisy.
La madre di Daisy è sempre più preoccupata e confida al marito di sospettare che l'inquilino possa essere il "Vendicatore", è in ansia per Daisy, anche il marito è angosciato.
Un martedì Jonathan invita Daisy ad uscire con lui. Sono raggiunti da Joe, sempre più geloso. Scoppia una scenata fra i fidanzati e Daisy dichiara che fra loro è finita. Ritorna a casa con Jonathan.
Joe si convince che Jonathan sia l'assassino e con un mandato di cattura e due colleghi fa irruzione nella pensione. Nella stanza affittata trovano oggetti compromettenti: la mappa di Londra con i luoghi dei delitti delimitati da un triangolo, una borsa nera sotto chiave contenente una pistola, ritagli di giornali con le notizie riguardanti il "Vendicatore" e la fotografia della prima vittima. Jonathan è ammanettato e condotto via. Approfittando di un malore della padrona di casa fugge.
Daisy lo raggiunge e lui le racconta di essere il fratello della prima ragazza uccisa e di aver promesso alla madre morente di trovare l'assassino. La giovane crede nella sua innocenza.
Lo accompagna a ristorarsi con un brandy caldo in un pub ma i clienti si accorgono che ha le mani nascoste sotto il mantello, ancora ammanettate. Inseguito dalla folla che lo vuole linciare Jonathan, nel tentativo di scavalcare una ringhiera, vi rimane appeso. Appena prima di essere sopraffatto dalla folla inferocita, è raggiunto da Joe e liberato: il vero "Vendicatore" è stato arrestato.
Nel finale i genitori di Daisy accettano il pensionante, rivelatosi ricco e proprietario di una splendida casa, come pretendente della figlia.
I due innamorati si abbracciano e sullo sfondo ritorna la scritta intermittente che reclamizza lo spettacolo "Riccioli d'oro".

## Produzione
Il film, il terzo del regista, fu prodotto da Michael Balcon per la Gainsborough Pictures. Fu distribuito da Wardour and F. Film Service Ldt..
Per la stessa casa produttrice avrebbe per contratto dovuto produrre altri due film, Il declino e Virtù facile, ma grazie al successo ottenuto il regista firmò un nuovo contratto con lo studio cinematografico rivale, la British International Pictures di John Maxwell, per la considerevole somma di 13 000 sterline, il triplo di quello che lo pagava la Gainsborough.

### Soggetto
Il soggetto fu proposto ad Hitchcock da Michael Balcon il produttore della Gainsborough. Egli aveva ottenuto i diritti per un adattamento cinematografico di un romanzo del 1913 di Marie Adelaide Lowndes, chiamata anche Belloch Lowndes perché sorella di Hilaire Belloc. Il romanzo parlava dei delitti commessi nel 1888 da Jack lo squartatore, nella zona est di Londra, e aveva ottenuto un grande successo. Hitchcock aveva già visto il lavoro teatrale Who Is He? tratto dallo stesso romanzo.
Molti aspetti lo interessarono: i delitti del serial killer e l'atmosfera di paura collettiva che si propaga per la città; l'ambiente piccolo borghese della Londra che conosceva così bene essendo quello della sua infanzia.

### Sceneggiatura
La sceneggiatura del film fu opera di Hitchcock e di Eliot Stannard e fu pronta all'inizio del maggio 1926. Il progetto del film era fissato nei minimi dettagli, scritto e disegnato su carta prima che si iniziasse a girare.

### Cast
Furono scritturati per i ruoli dei protagonisti due attori inglesi molto in vista: Ivor Novello, idolo del teatro e autore lui stesso, e June Howard Tripp, che preferiva essere chiamata col solo nome e che due anni dopo abbandonò la professione per il matrimonio con un Lord.

### Set
Hitchcock volle ricostruire in studio un luogo che avesse le caratteristiche di Bloomsbury. Fu curata in particolare la costruzione della casa dei Bunting, tipica abitazione della piccola borghesia.

### Riprese
Si incominciò a girare negli stabilimenti di Islington in maggio e si terminò all'inizio di luglio. Il film costò 12 000 sterline, un bel po' di soldi per quei tempi. Nel mese d'agosto fu colorato. Proiettato ai gestori delle sale per deciderne la distribuzione incontrò l'ostilità del socio di Balcon, C.M. Woolf, che lo giudicò "spaventoso" e decise di metterlo da parte.

### Adattamento e titoli di testa
Balcon ricorse alla collaborazione di Ivor Montagu che ridusse le didascalie e rifece un ristretto numero di scene poco chiare; coinvolse un grande disegnatore di manifesti pubblicitari, E.McKnight Kauffer che disegnò lo sfondo dei titoli di testa giocando con il simbolo del triangolo: la presenza dell'assassino che lascia sulle vittime biglietti triangolari e la storia d'amore a tre.

### Prima
L'anteprima per la stampa si ebbe nel mese di settembre; la prima a Londra per il pubblico il 14 febbraio 1927.

## Accoglienza
Il film ebbe un'accoglienza entusiasta da parte della stampa e da parte del pubblico che faceva la coda da mezzogiorno a mezzanotte.
Un importante giornale, il "Bioscope", il 16 settembre 1926, giudicava il film "forse la miglior produzione britannica di tutti i tempi"

## Critica
Hitchcock dichiarò: "The Lodger è il primo film nel quale ho messo in pratica ciò che avevo appreso in Germania. Il mio rapporto con questo film è stato del tutto istintivo; per la prima volta ho applicato il mio stile. In realtà, possiamo dire che The Lodger è il mio primo film".

### Tecnica cinematografica
Dal punto di vista tecnico il film rivela l'abilità raggiunta dal regista. Già in apertura la distribuzione della luce e delle ombre riesce a creare effetti inquietanti. Dai registi tedeschi aveva imparato l'importanza dell'"atmosfera" e come costruirla attingendo al repertorio di mezzi visivi sperimentati: ad esempio con l'uso degli specchi e dei loro riflessi, oppure sfruttando l'espressività delle scale che formano spirali verso l'alto o verso il basso e che i personaggi salgono e scendono "suggerendo sensazioni di ebbrezza o di abbattimento".
Nella fotografia inventa soluzioni originali: ad esempio riprende i capelli biondi della donna uccisa sparsi su una lastra di vetro e illuminati dal basso per farli risaltare; oppure inquadra dal basso verso l'alto attraverso l'espediente di un soffitto trasparente i piedi del pensionante per sottolinearne l'andirivieni ossessivo, ulteriormente sottolineato dal dondolio del lampadario.

### MacGuffin
Lo spettatore non vedrà mai Il vendicatore: se ne farà un'idea dal racconto dei media e dai commenti della gente. "Si tratta del primo MacGuffin, termine inventato da Hitchcock per indicare un vuoto pretesto narrativo che tuttavia mantiene tutto in movimento".

### Temi
Dal punto di vista del contenuto troviamo già i temi tipici di Hitchcock: 
- l'innocente accusato di un delitto che non ha commesso;
- l'ambiguità del personaggio e la difficoltà di conoscere la verità;
- l'uomo qualunque che si trova a vivere un'esperienza straordinaria;
- la suspense;
- l'improvvisa incursione del terrore in una casa tranquilla, sicura, rispettabile;
- il triangolo amoroso;
- la rappresentazione di oggetti in funzione minacciosa: le manette, l'attizzatoio;
- i riferimenti all'iconografia cristiana: le ombre a forma di croce e il protagonista come crocefisso alla ringhiera, il rintocco delle campane.[5]

## Il cameo di Alfred Hitchcock
In questo film Hitchcock appare due volte:
- La prima volta è seduto a una scrivania nella redazione di un giornale: in questo caso il cameo era come dice lo stesso Hitchcock funzionale, serviva a riempire lo schermo.
- La seconda volta è tra i curiosi che assistono alla cattura del pensionante Ivor Novello.

Si tratta del primo cameo del regista, che continuerà questa tradizione in tutti i suoi film.